# Congrogadus
Congrogadus is een geslacht van straalvinnige vissen uit de familie van dwergzeebaarzen (Pseudochromidae).

## Soorten
- Congrogadus amplimaculatus (Winterbottom, 1980)
- Congrogadus hierichthys Jordan & Richardson, 1908
- Congrogadus malayanus (Weber, 1909)
- Congrogadus spinifer (Borodin, 1933)
- Congrogadus subducens (Richardson, 1843)
- Congrogadus winterbottomi Gill, Mooi & Hutchins, 2000